# Plette
Mit Plette oder Plet (jiddisch פלעטען; von franz. Billette, Mehrzahl Pletten) wurde eine Art Gutschein bezeichnet, der von jüdischen Gemeinden in Deutschland, Polen und angrenzenden Ländern zur Versorgung durchreisender Bedürftiger ausgegeben wurde. Das System war von Ende des 15. Jahrhunderts bis ins 19. Jahrhundert in Gebrauch.

## Hintergrund
Die jüdischen Gemeinden mussten vor der Emanzipation ihre Armenversorgung selbst organisieren und finanzieren, da sie von der allgemeinen Armenversorgung, die den christlichen Kirchen oblag, ausgeschlossen waren. Juden waren häufiger als Christen auf Reisen. In vielen Städten und Orten war die Anzahl der niederlassungsberechtigten Juden beschränkt und musste mit einer Sondersteuer erkauft werden, sodass Arme ausgeschlossen waren.

## Funktionsweise
Die Plette war ein Zettel, der den Namen des Gemeindemitglieds enthielt, das die Leistung zu erbringen hatte. Meistens waren das die Beköstigung und Übernachtung für eine oder mehrere Personen bis zu drei Tagen, besonders am Sabbat, der einerseits ein Tag der Gemeinschaft war und da andererseits an ihm das Reisen gemäß den jüdischen Religionsgesetzen nicht erlaubt war. Die Zettel wurden in der Synagoge, von einem Bediensteten der Synagoge oder einem Armenpfleger ausgegeben und dienten dann auch als Empfehlung an den Gastgeber. Empfänger von Pletten waren vor allem Bettler und reisende Talmudstudenten. Andere jüdische Reisende waren jedoch auch häufig auf die Gastfreundschaft angewiesen, da in nicht-jüdischen Gasthäusern nur wenige Speisen den Speisegesetzen entsprachen. Die Ausgestaltung der Leistung hing vom Willen und den finanziellen Möglichkeiten des Gastgebers ab. Die Empfänger wurden als Plettengäste bezeichnet.
Die Anzahl der Pletten, die ein Haushalt bereitzustellen hatte, richtete sich nach dem Vermögen. So wurde in Berlin beispielsweise 1769 festgelegt, dass jeder Haushalt pro 1000 Reichstaler Vermögen wöchentlich eine Plette auszugeben hatte. In vielen Gemeinden wurde die Weigerung, Pletten einzulösen oder auszugeben, mit Sanktionen belegt, etwa mit Strafzahlungen oder öffentlicher Bekanntmachung. Das System war wirkungsvoll und gut organisiert.
Eine ähnliche Funktion erfüllte das Heilig’s Blechle in christlichen Gemeinden Württembergs.